# 冲锋队 (纳粹党)

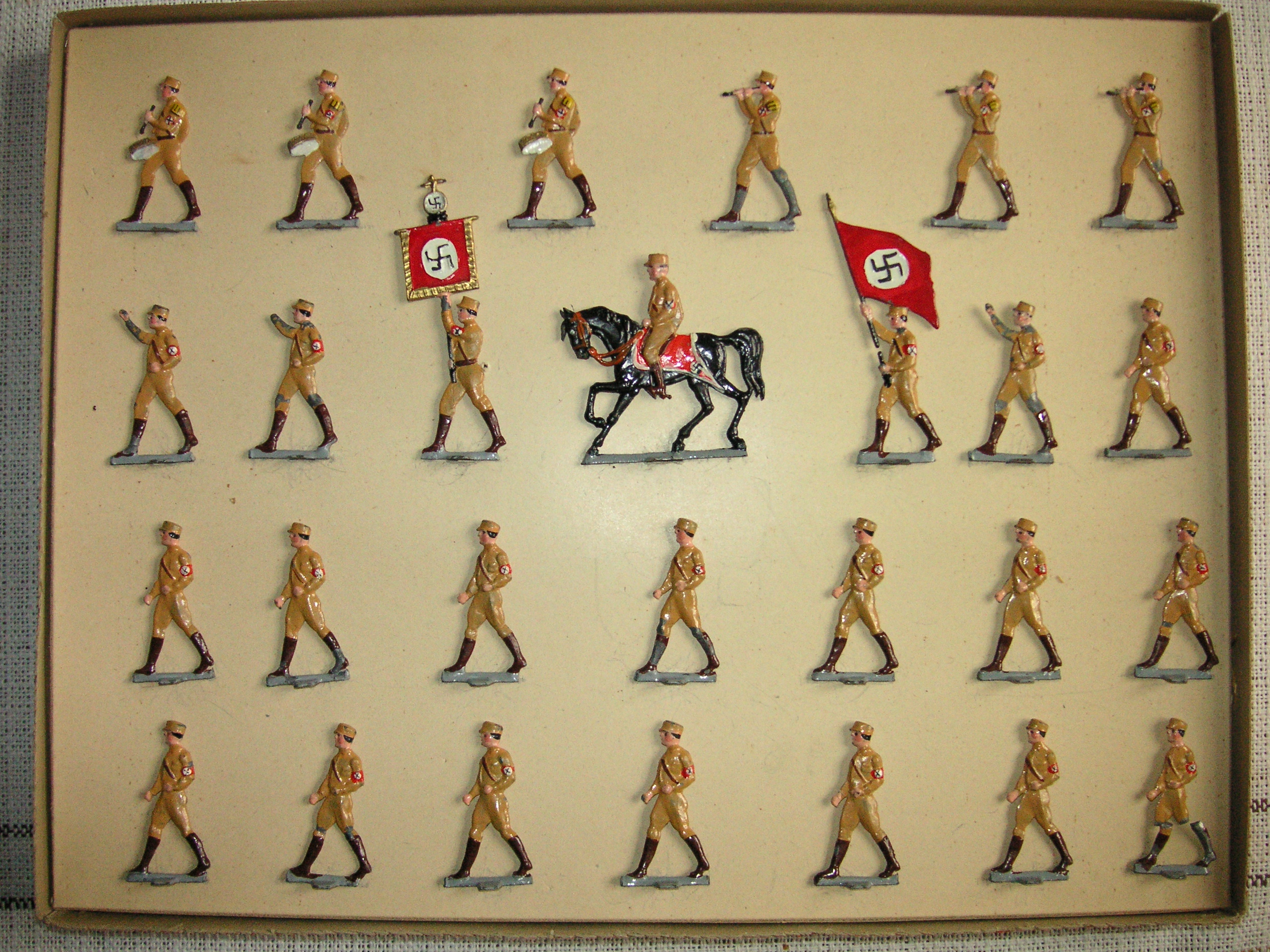
一整套相當稀少且完整全套的冲锋队錫兵

冲锋队（德語：Sturmabteilung，簡稱）是希特勒于1923年创立的武装组织。组织负责人恩斯特·罗姆，成员穿黄褐色卡其布军装，左袖戴卐字袖标，因此或称褐衫队（Braunhemden）。创立初期负责维护党内紀律秩序，后被希特勒忌憚其勢力坐大，發展扰乱黨內穩定，以致啤酒馆政变后更曾一度被希特勒本人親自下令短暫撤銷。
1933年希特勒上台时，冲锋队成员数量已经超过德国国防军达到几十万人，於1934年长刀之夜被肅清后开始失勢淡出，被希特勒冷落成为普通民事组织。二战时负责维护德国本土与部分占领区之治安，1945年隨納粹德國戰敗瓦解，但大部分成員在纽倫堡审判中被判无罪。